# Washington Mystics
Washington Mystics – kobiecy klub koszykarski z siedzibą w Waszyngtonie grający w lidze WNBA. Klub powstał w 1998.

## Wyniki sezon po sezonie
| Sezon              | Zespół          | Konferencja     | Konferencja     | Sezon regularny | Sezon regularny | Sezon regularny | Rezultaty play-off                                                                              | Trener                              |
| Sezon              | Zespół          | Konferencja     | Konferencja     | W               | P               | %               | Rezultaty play-off                                                                              | Trener                              |
| ------------------ | --------------- | --------------- | --------------- | --------------- | --------------- | --------------- | ----------------------------------------------------------------------------------------------- | ----------------------------------- |
| Washington Mystics |                 |                 |                 |                 |                 |                 |                                                                                                 |                                     |
| 1998               | 1998            | Wschodnia       | 5               | 3               | 27              | 10              | brak kwalifikacji                                                                               | J. Lewis (2–16) C. Parson (1–11)    |
| 1999               | 1999            | Wschodnia       | 5               | 12              | 20              | 37,5            | brak kwalifikacji                                                                               | Nancy Darsch                        |
| 2000               | 2000            | Wschodnia       | 4               | 14              | 18              | 43,8            | Przegrana w półfinale konferencji (New York, 0–2)                                               | N. Darsch (9–11) D. Walker (5–7)    |
| 2001               | 2001            | Wschodnia       | 8               | 10              | 22              | 31,3            | brak kwalifikacji                                                                               | Tom Maher                           |
| 2002               | 2002            | Wschodnia       | 3               | 17              | 15              | 53,1            | Wygrana w półfinale konferencji (Charlotte, 2–0) Przegrana w finale konferencji (New York, 1–2) | Marianne Stanley                    |
| 2003               | 2003            | Wschodnia       | 7               | 9               | 25              | 26,5            | brak kwalifikacji                                                                               | Marianne Stanley                    |
| 2004               | 2004            | Wschodnia       | 4               | 17              | 17              | 50              | Przegrana w półfinale konferencji (Connecticut, 1–2)                                            | Michael Adams                       |
| 2005               | 2005            | Wschodnia       | 5               | 16              | 18              | 47,1            | brak kwalifikacji                                                                               | Richie Adubato                      |
| 2006               | 2006            | Wschodnia       | 4               | 18              | 16              | 52,9            | Przegrana w półfinale konferencji (Connecticut, 0–2)                                            | Richie Adubato                      |
| 2007               | 2007            | Wschodnia       | 5               | 16              | 18              | 47,1            | brak kwalifikacji                                                                               | R. Adubato (0–4) T. Rollins (16–14) |
| 2008               | 2008            | Wschodnia       | 6               | 10              | 24              | 29,4            | brak kwalifikacji                                                                               | T. Rollins (8–14) J. Kenlaw (2–10)  |
| 2009               | 2009            | Wschodnia       | 4               | 16              | 18              | 47,1            | Przegrana w półfinale konferencji (Indiana, 0–2)                                                | Julie Plank                         |
| 2010               | 2010            | Wschodnia       | 1               | 22              | 12              | 64,7            | Przegrana w półfinale konferencji (Atlanta, 0–2)                                                | Julie Plank                         |
| 2011               | 2011            | Wschodnia       | 6               | 6               | 28              | 17,6            | brak kwalifikacji                                                                               | Trudi Lacey                         |
| 2012               | 2012            | Wschodnia       | 6               | 5               | 29              | 14,7            | brak kwalifikacji                                                                               | Trudi Lacey                         |
| 2013               | 2013            | Wschodnia       | 3               | 17              | 17              | 50              | Przegrana w półfinale konferencji (Atlanta, 1–2)                                                | Mike Thibault                       |
| 2014               | 2014            | Wschodnia       | 3               | 16              | 18              | 47,1            | Przegrana w półfinale konferencji (Indiana, 0–2)                                                | Mike Thibault                       |
| 2015               | 2015            | Wschodnia       | 4               | 18              | 16              | 52,9            | Przegrana w półfinale konferencji (New York, 1–2)                                               | Mike Thibault                       |
| 2016               | 2016            | Wschodnia       | 6               | 13              | 21              | 38,2            | brak kwalifikacji                                                                               | Mike Thibault                       |
| Sezon regularny    | Sezon regularny | Sezon regularny | Sezon regularny | 255             | 379             | 40,2            | 0 mistrzostw konferencji                                                                        | 0 mistrzostw konferencji            |
| Play-off           | Play-off        | Play-off        | Play-off        | 6               | 18              | 25              | 0 mistrzostw WNBA                                                                               | 0 mistrzostw WNBA                   |

## Uczestniczki meczu gwiazd
- 1999: Chamique Holdsclaw, Nikki McCray
- 2000: Chamique Holdsclaw, Nikki McCray
- 2001: Chamique Holdsclaw, Nikki McCray
- 2002: Stacey Dales-Schuman, Chamique Holdsclaw
- 2003: Chamique Holdsclaw
- 2004: nikt
- 2005: Alana Beard
- 2006: Alana Beard
- 2007: Alana Beard, DeLisha Milton-Jones
- 2009: Alana Beard
- 2010: Monique Currie, Lindsey Harding, Crystal Langhorne
- 2011: Crystal Langhorne
- 2013: Crystal Langhorne, Ivory Latta
- 2014: Ivory Latta
- 2015: Stefanie Dolson, Emma Meesseman

## Nagrody i wyróżnienia
- 1999 Debiutantka Roku: Chamique Holdsclaw
- 1999 II skład WNBA: Chamique Holdsclaw
- 1999 Liderka WNBA w skuteczności rzutów z gry: Murriel Page
- 2000 Liderka WNBA w skuteczności rzutów z gry: Murriel Page
- 2001 II skład WNBA: Chamique Holdsclaw
- 2002 Trenerka Roku: Marianne Stanley
- 2002 Największy Postęp WNBA: Coco Miller
- 2002 II skład WNBA: Chamique Holdsclaw
- 2002 Liderka strzlczyń WNBA: Chamique Holdsclaw
- 2002 Liderka WNBA w zbiórkach: Chamique Holdsclaw
- 2003 Liderka WNBA w zbiórkach: Chamique Holdsclaw
- 2005 Debiutantka Roku: Temeka Johnson
- 2005 II skład defensywny WNBA: Alana Beard
- 2005 I skład debiutantek WNBA: Temeka Johnson
- 2006 II skład WNBA: Alana Beard
- 2006 II skład defensywny WNBA: Alana Beard
- 2007 I skład defensywny WNBA: Alana Beard
- 2009 Największy Postęp WNBA: Crystal Langhorne
- 2009 II skład defensywny WNBA: Alana Beard
- 2009 I skład debiutantek WNBA: Marissa Coleman
- 2010 II skład WNBA: Crystal Langhorne
- 2010 II skład defensywny WNBA: Lindsey Harding
- 2013 Trener Roku:Mike Thibault
- 2014 I skład debiutantek WNBA: Bria Hartley

## Wybory draftu
- 1998 Expansion Draft: Heidi Burge (2), Penny Moore (4), Deborah Carter (6), Tammy Jackson (8)
- 1998: Murriel Page (3), Rita Williams (13), Angela Hamblin (23), Angela Jackson (33)
- 1999: Chamique Holdsclaw (1), Shalonda Enis (13), Andrea Nagy (25), Jennifer Whittle (37)
- 2000: Tausha Mills (2), Tonya Washington (18)
- 2001: Coco Miller (9), Tamara Stocks (25), Jamie Lewis (41), Elena Karpova (44)
- 2002: Stacey Dales-Schuman (3), Asjha Jones (4), LaNisha Cartwell (33), Teresa Geter (36)
- 2003 Miami/Portland Dispersal Draft: Jenny Mowe (8)
- 2003: Aiysha Smith (7), Zuzana Žirková (21), Trish Juline (32), Tamara Bowie (36)
- 2004 Cleveland Dispersal Draft: Chasity Melvin (2)
- 2004: Alana Beard (2), Kaayla Chones (15), Evan Unrau (28)
- 2005: Temeka Johnson (6), Erica Taylor (19), Tashia Moorehead (32)
- 2006: Tamara James (8), Nikki Blue (19), Myriam Sy (33)
- 2007 Charlotte Expansion Draft: Teana Miller (6)
- 2007: Bernice Mosby (6), Megan Vogel (19), Gillian Goring (33)
- 2008: Crystal Langhorne (6), Lindsey Pluimer (19), rystal Vaughn (33)
- 2009 Houston Dispersal Draft: Matee Ajavon (2)
- 2009: Marissa Coleman (2), Camille Lenoir (23), Jelena Milavanović (24), Josephine Owino (28)
- 2010 Sacramento Dispersal Draft: Kristin Haynie (6)
- 2010: Jacinta Monroe (6), Jenna Smith (14), Shanavia Dowdell (18), Alexis Gray-Lawson (30)
- 2011: Victoria Dunlap (11), Karima Christmas (23), Sarah Krnjić (35)
- 2012: Natalie Novosel (8), LaSondra Barrett (10), Anjale Barrett (26), Briana Gilbreath (35)
- 2013: Tayler Hill (4), Nadirah McKenith (17), Emma Meesseman (19)
- 2014: Stefanie Dolson (6), Carley Mijovic (30), Kody Burke (32)
- 2015: Ally Malott (8), Natasha Cloud (15), Marica Gajić (32)
- 2016: Kahleah Cooper (7), Lia Galdeira (19), Danaejah Grant (31)

## Sztab trenerski i zarządzający

### Trenerzy główni
| Trenerzy Washington Mystics | Trenerzy Washington Mystics | Trenerzy Washington Mystics | Trenerzy Washington Mystics | Trenerzy Washington Mystics | Trenerzy Washington Mystics | Trenerzy Washington Mystics | Trenerzy Washington Mystics | Trenerzy Washington Mystics | Trenerzy Washington Mystics | Trenerzy Washington Mystics | Trenerzy Washington Mystics |
| Trener                      | Początek                    | Koniec                      | Sezony                      | Sezon regulary              | Sezon regulary              | Sezon regulary              | Sezon regulary              | Play-off                    | Play-off                    | Play-off                    | Play-off                    |
| Trener                      | Początek                    | Koniec                      | Sezony                      | W                           | P                           | %                           | Gry                         | W                           | P                           | %                           | Gry                         |
| --------------------------- | --------------------------- | --------------------------- | --------------------------- | --------------------------- | --------------------------- | --------------------------- | --------------------------- | --------------------------- | --------------------------- | --------------------------- | --------------------------- |
| Jim Lewis                   | 29 grudnia 1997             | 24 lipca 1998               | 1                           | 2                           | 16                          | 11,1                        | 18                          | 0                           | 0                           | 0                           | 0                           |
| Cathy Parson                | 24 lipca 1998               | koniec 1998 roku            | 1                           | 1                           | 11                          | 0,83                        | 12                          | 0                           | 0                           | 0                           | 0                           |
| Nancy Darsch                | 18 lutego 1999              | 14 lipca 2000               | 2                           | 21                          | 32                          | 39,6                        | 53                          | 0                           | 0                           | 0                           | 0                           |
| Darrell Walker              | 14 lipca 2000               | koniec 2000 roku            | 1                           | 5                           | 7                           | 41,7                        | 12                          | 0                           | 2                           | 0                           | 2                           |
| Tom Maher                   | 21 grudnia 2000             | 4 stycznia 2002             | 1                           | 10                          | 22                          | 31,3                        | 32                          | 0                           | 0                           | 0                           | 0                           |
| Marianne Stanley            | 5 kwietnia 2002             | 21 stycznia 2004            | 2                           | 26                          | 40                          | 39,4                        | 66                          | 3                           | 2                           | 60                          | 5                           |
| Michael Adams               | 17 lutego 2004              | 15 kwietnia 2005            | 1                           | 17                          | 17                          | 50                          | 34                          | 1                           | 2                           | 33,3                        | 3                           |
| Richie Adubato              | 21 kwietnia 2005            | 1 czerwca 2007              | 3                           | 34                          | 38                          | 47,2                        | 72                          | 0                           | 2                           | 0                           | 2                           |
| Tree Rollins                | 1 czerwca 2007              | 19 lipca 2008               | 2                           | 24                          | 28                          | 46,2                        | 52                          | 0                           | 0                           | 0                           | 0                           |
| Jessie Kenlaw               | 19 lipca 2008               | koniec 2008 roku            | 1                           | 2                           | 10                          | 16,7                        | 12                          | 0                           | 0                           | 0                           | 0                           |
| Julie Plank                 | 6 listopada 2008            | 1 listopada 2010            | 2                           | 38                          | 30                          | 55,9                        | 68                          | 0                           | 4                           | 0                           | 4                           |
| Trudi Lacey                 | 1 listopada 2010            | 24 września 2012            | 2                           | 11                          | 57                          | 16,2                        | 68                          | 0                           | 0                           | 0                           | 0                           |
| Mike Thibault               | 18 grudnia 2012             | obecnie                     | 4                           | 64                          | 72                          | 47,1                        | 136                         | 2                           | 6                           | 25                          | 8                           |

### Właściciele
- Abe Pollin, właściciel Washington Wizards (1998–2005)
- Monumental Sports & Entertainment/Ted Leonsis, właściciel Washington Wizards (od 2005)

### Generalni menadżerowie
- Melissa McFerrin (1998–2001)
- Judy Holland-Burton (2002–2004)
- Linda Hargrove (2005–2008)
- Angela Taylor (2009–2010)
- Trudi Lacey (2011–2012)
- Mike Thibault (od 2013)

### Asystenci trenerów
- Cathy Parson (1998)
- Wes Unseld, Jr. (1998)
- Melissa McFerrin (1999–2001)
- Jenny Boucek (1999)
- Tyrone Beaman (2000)
- Marianne Stanley (2001, od 2010)
- Linda Hill-MacDonald (2002–2003)
- Ledell Eackels (2002–2003)
- Linda Hargrove (2004)
- Stephanie Ready (2004)
- Marynell Meadors (2005–2006)
- Jeff House (2005–2006)
- Tree Rollins (2006-2007)
- Crystal Robinson (2007–2008)
- Jessie Kenlaw (2007–2008)
- Lubomyr Lichonczak (2009)
- Vanessa Nygaard (2009)
- Vicky Bullett (2009)
- Trudi Lacey (2009-2010)
- Laurie Byrd (2011–2012)
- Jennifer Gillom (2012)
- Eric Thibault (od 2013)